# Avignon (film)
Pour les articles homonymes, voir Avignon (homonymie).
Pour plus de détails, voir Fiche technique et Distribution.
Avignon est un film français réalisé par Johann Dionnet et sorti en 2025.
Il est présenté en avant-première au festival international du film de comédie de l'Alpe d'Huez 2025, où il remporte trois récompenses dont le grand prix.

## Synopsis
Stéphane est un acteur de théâtre dont la carrière connait des difficultés. Malgré ses réticences, il accepte de revenir dans son ancienne troupe et de participer à nouveau au célèbre Festival d'Avignon avec une pièce de boulevard intitulée Ma sœur s'incruste. Il y retrouve Fanny, une comédienne qu'il avait connue à un stage de théâtre plusieurs années auparavant. Sa carrière est bien plus développée — elle a été récompensée d'un Molière — et elle joue dans un classique de Victor Hugo, Ruy Blas. Sous le charme, Stéphane va tenter de se rapprocher d'elle grâce à un quiproquo qu'il entretient : aux yeux de Fanny, il interprète Rodrigue dans Le Cid au prestigieux théâtre du Chêne noir.

## Fiche technique
Sauf indication contraire, les informations mentionnées dans cette section peuvent être confirmées par les bases de données cinématographiques IMDb, Allociné et Unifrance,  présentes dans la section « Liens externes ».
- Titre original : Avignon
- Réalisation : Johann Dionnet
- Scénario : Johann Dionnet et Benoît Graffin
- Musique : Sébastien Torregrossa
- Décors : Frédéric Grandclère et Frederique Doublet
- Costumes : Dorothée Lissac
- Photographie : Thomas Rames
- Montage : Sylvie Landra
- Production : Maxime Delauney, Mathieu Ageron et Romain Brosseau
- Sociétés de production : Nolita Cinéma[2] ; coproduit par Studio TF1 Cinéma et France 2 Cinéma
- Société de distribution : Warner Bros. France (France)
- Budget : 4 millions d'euros
- Pays de production :  France
- Langue originale : français
- Format : couleur
- Genre : comédie romantique
- Durée : 103 minutes
- Dates de sortie[3] :
  - France : 16 janvier 2025 (festival de l'Alpe d'Huez) ; 18 juin 2025 (sortie nationale)

## Distribution
Sauf indication contraire, les informations mentionnées dans cette section peuvent être confirmées par les bases de données cinématographiques IMDb, Allociné et Unifrance,  présentes dans la section « Liens externes ».
- Baptiste Lecaplain : Stéphane
- Alison Wheeler : Coralie
- Lyes Salem : Serge
- Elisa Erka : Fanny
- Constance Carrelet : Amélie
- Rudy Milstein : Marc
- Johann Dionnet : Patrick
- Amaury de Crayencour : David
- Romain Francisco : Étienne
- Guillaume Clerice : Guillaume
- Ariane Mourier : Mathilde

## Production
Le tournage se déroule à Avignon à l'été 2024 (rue des Teinturiers, Palais des papes, plusieurs théâtres dont Au palace, place des Corps-Saints...) et se poursuit quelques jours à Paris en septembre.

## Sortie et accueil
Le 16 janvier 2025, il est projeté dans le cadre du festival international du film de comédie de l'Alpe d'Huez. Il est ensuite projeté le 16 mars 2025 au cinéma Le Capitole du Pontet, puis au Vox d'Avignon quelques jours plus tard,
,,. Il sort le 18 juin dans les salles françaises.
Le film a été projeté à l’occasion de la cérémonie d’ouverture du festival du film Light Optical Talent le 22 avril 2025 .

## Distinctions
Sauf indication contraire, les informations mentionnées dans cette section peuvent être confirmées par les bases de données cinématographiques IMDb, Allociné et Unifrance,  présentes dans la section « Liens externes ».
- Festival international du film de comédie de l'Alpe d'Huez 2025 : 
  - Grand Prix
  - Prix Coup de cœur des Alpes
  - Prix Canal+ du meilleur film